# Klooster Veßra
Klooster Vessra (Duits: Kloster Veßra) was een premonstratenzer klooster in het gelijknamige dorp Kloster Veßra in het Landkreis Hildburghausen, Thüringen.

## Geschiedenis en beschrijving

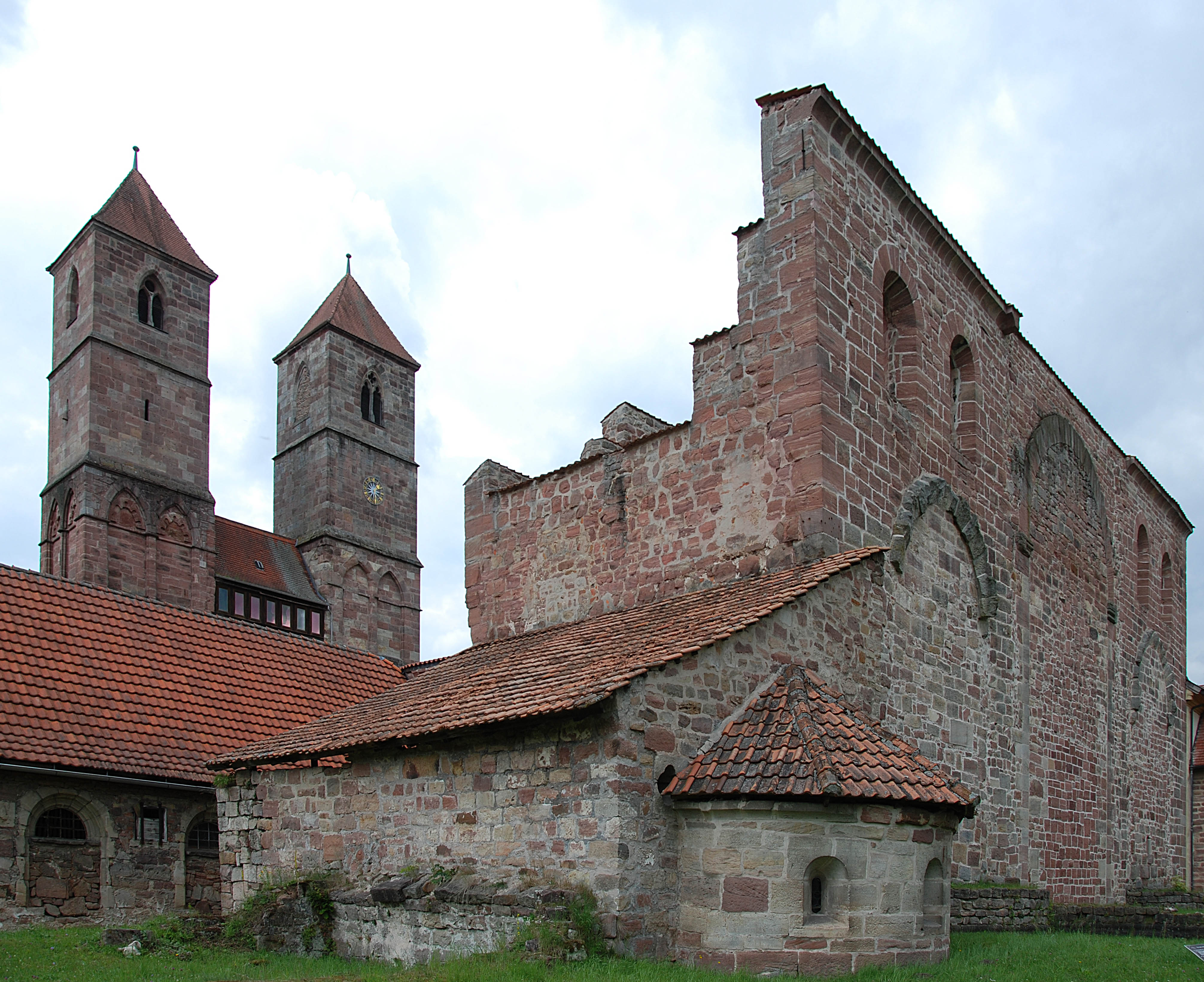

Het klooster werd in de jaren 1130 door graaf Gotebold II en zijn vrouw Liutgard gesticht op een plaats waar de Werra en de Schleuse samenvloeien. De kerk werd in 1138 ingewijd. Gedurende de eeuwen werden kerk en klooster tot de 16e eeuw vergroot en veranderd. In de 14e eeuw werd een doksaal ingebouwd, waarvan nog resten bewaard zijn gebleven.
Nadat graaf Georg Ernst von Henneberg in 1544 tot de lutherse leer overging volgden de monniken. Het klooster werd in de periode 1544-1573 stapsgewijs opgeheven en in een landgoed veranderd.
De kruisvormige kerk had al lange tijd een agrarische bestemming toen er in 1939 tijdens het dorsen een brand uitbrak. De pijlerbasiliek werd tijdens deze brand grotendeels verwoest.
Tot 1990 bleef het klooster zowel een agrarische als een museale bestemming houden, daarna kreeg het uitsluitend een museale functie als onderdeel van het Hennebergisches Museum. Van het vroegere kloosterleven getuigen nog meer gebouwen, waaronder de resten van de voormalige clausuur, de zuidelijke vleugel met refectorium, het poortgebouw naast de poortkerk en twee kapellen. De grootste kapel diende vroeger als grafkerk voor het Huis Henneberg.